# УСТ Дніпро (Бамберг)
УСТ «Дніпро» (Українське Спортове Товариство «Верховина») — українське спортивне товариство з німецького міста Бамберг.
Товариство засноване 29 березня 1946 року в змішаних таборах, в яких перебувало 1080 українців. Нараховувало 130 членів.
УСТ «Дніпро» створене старанням Степана Будного та при підтримці м-ра Євгена Дачишина, Володимира Плятоша, Романа Грицева, Михайла Кульчицького, Є. Ройовського і Ярослава Кравса. Головою т-ва був В. Плятош, а секретарем Володимир Шембель. Найбільше праці в т-во вклали Дачишин, Плятош і Будний.
Спортивну працю почав Будний вже в січні 1946 року, зорганізувавши міждіпівський турнір з волейболу жінок і чоловіків та з баскетболу за участю 5 народів. У волейболі жінок та чоловіків 2 дружини українців зайняли другі і треті місця. Цей великий турнір зактивізував місцеву молодь — і це було стимулом до засновання окремого товариства.
У серпні 1947 року табори перевезено до Байройту і 3 вересня бамберзьке «Дніпро» об'єдналося з тамошнім «Дніпром» в одне товариство.
Завдяки правильному провадженню управою діяльності, товариство працювало інтенсивно і з добрими наслідками. Було це одно з небагатьох (мабуть, одне з двох таких товариств) УСТ, що не шукало успіхів для свого товариства лише в футболі, а на перше місце ставило спортивні ігри, а передусім спричинилося до поширення і надання серед українців громадянських прав баскетболу. Кількість змагань секцій спортивних ігор була імпозантною, та перевезення табору перервало розквіт товариства.
Діяльними ланками були:
- волейбол жінок — 30 змагань (в тім 17 з чужинцями, з місцевими балтійцями). Зорганізовано два міждіпівські турніри з участю 5 народів: в першім 2-е місце, в другім — 3-є місце, взято участь в обласному турнірі 1946 р. (1-е місце) і в зональному турнірі в 1946 р. (4-е місце);
- волейбол чоловіків — 53 змагання. На першому міждіпівському турнірі 2-е місце, на другому — 3-є місце. Взято участь в обласних турнірах в 1946 р. (1-е місце) і в 1947 р. (теж 1-е місце) та в зональних турнірах в 1946 р. (5-е місце) і в грудні 1946 р. Спортсмен Кульчицький грав у збірній українців проти естонців;
- баскетбол чоловіків — розіграла 40 змагань (22 виграла, 1 нічия), в тім з чужинцями 27. На обласних турнірах в 1946 р. і 1947 рр. зайняло «Дніпро» перші місця, на зональнім турнірі в 1946 р. 2-е місце, взимку 1946 р. (у залі) 3-є місце. Особами, що спричинилися до поширення баскетболу були Кульчицький і Роговський;
- настільний теніс — організовано 17 змагань та індивідуальний міждіпівський турнір;
- шахи — 14 змагань і 4-е місце в зональному турнірі 1946 р. Організовано 2 міждіпівські командні турніри (перше місце, другим разом поділено 3-4 місця);
```
 
— туристика
 
— 3 краєзнавчі прогульки;

 
— бокс
 
— проведено навесні 1946
 
р. лише тренування;
```

- гімнастика — влітку 1946 р. вправлялося щоденно до 20 членів;
- футбол — 56 матчів (22 з чужинцями). 1946 року команда здобула першість області й увійшла до першого дивізіону, з якого, однак, через рік вибула.